# Ernst Nevanlinna
Ernst Fredrik Nevanlinna, né le 10 mai 1873 à Pielisjärvi et mort le 7 septembre 1932 à Helsinki, est un professeur d'économie et un politicien  finlandais représentant le Parti vieux finnois puis le Parti de la coalition nationale.

## Biographie
Son nom de naissance est Ernst Fredrik Neovius. Il est originaire de Pielisjärvi, ancienne municipalité de Finlande qui a fusionné dans la municipalité de Lieksa, dans la province de Finlande-Orientale et la région de Carélie du Nord. Il fait ses études à l'université de Berlin et de Leipzig, puis il est maître de conférences (privat-docent) d'histoire à l'université d'Helsinki de 1900-1903, professeur à l'école de commerce d'Helsinki en 1913-1919, et professeur d'économie à l'université de Helsinki à partir de 1924.

### Activités politiques et éditoriales
Il est d'abord élu du Parti finlandais, puis sans étiquette. Il est sénateur de 1902 à 1905, puis député du parlement finlandais en 1907-1913 puis en 1916-1920. Il est président du parlement du 6 novembre 1918 au 11 novembre 1918, jour de l'armistice de la Première Guerre mondiale.
Il est également rédacteur en chef de Uusi Suometar 1906-1913 et Uusi Suomi 1919-1922.
Il est enterré dans le cimetière de Hietaniemi d'Helsinki.

## Publications
- Suomen raha-asiain järjestämisestä porvoon valtiopäiviä lähinnä seuranneina vuosina 1, Yliopistollinen väitöskirja, Helsinki, Weilin & Göös, 1899.
- Suomen raha-asiat vuosina 1863-1904, Helsinki, coll. « Taloustieteellisiä tutkimuksia », n°5, 1907.
- Suomen valtion tulo- ja menoarvio, Helsinki, Otava, 1921.
- Verotus ja pääomanmuodostus, Helsinki, Kustannusosakeyhtiö Otava, 1923.